# Circle in the Round
Albums de Miles Davis
Dark Magus
(1977) Directions
(1981)
Circle in the Round est un album de Miles Davis sorti en 1979. Il s'agit d'une anthologie Columbia Records de 1955 à 1970, comme les albums Water Babies et Directions qui paraissent en 1976 et 1981. Ils comprennent exclusivement des inédits et des versions alternatives.
Après un dernier concert le 1er juillet 1975 à New York, Miles Davis quitta la scène pour une éclipse de plus de cinq ans. Cinq années de drogues et d'alcool avant son retour en 1981.

## Pistes
1) Two Bass Hit. (John Lewis-Dizzy Gillespie), 03:42.
Version alternative enregistrée le 26 octobre 1955 à New-York, Studio D.
 La version définitive est sur l'album Milestones.
Musiciens : Miles Davis, Julian "Cannonball" Adderley, John Coltrane, Red Garland, Paul Chambers, Philly Joe Jones.
2) Love for Sale. 03:42. 
Version alternative enregistrée le 26 mai 1958 à New-York, 30 th Street Studio.
 La version définitive est sur les albums 1958 Miles et Somethin' Else de Julian "Cannonball" Adderley. 
Musiciens : Miles Davis, Julian "Cannonball" Adderley, Hank Jones, Sam Jones, Art Blakey.
3) Blues N°2. 06:48.
 Inédit. Enregistré le 21 mars 1961 à 30th Street Studio, New-York.

Musiciens : Miles Davis, Hank Mobley, John Coltrane, Wynton Kelly, Paul Chambers, Jimmy Cobb, Philly Joe Jones.
4) Circle in the Round. (Miles Davis), 26:15 
La rythmique fait entendre un son de carillons omniprésent qui soutient les cuivres de Miles Davis et Wayne Shorter.
Enregistré le 4 décembre 1967 au Studio B, New-York.

Musiciens : Miles Davis, Wayne Shorter, Herbie Hancock, Joe Beck, Ron Carter, Tony Williams.
5) Teo's Bag. 05:55. Inédit. 
Enregistré le 16 janvier 1968 au Studio B, New-York.

Musiciens : Miles Davis, Wayne Shorter, Herbie Hancock, Ron Carter, Tony Williams.
6) Side Car I. 04:58. 
 Version expérimentale de "Miles in the Sky".
Enregistré le 13 février 1968 au Studio B, New-York.

Musiciens : Miles Davis, Wayne Shorter, Herbie Hancock, George Benson, Ron Carter, Tony Williams.
7) Side Car II. 03:34. 
Version expérimentale de "Miles in the Sky".
Enregistré le 13 février 1968 au Studio B, New-York.

Musiciens : Miles Davis, Wayne Shorter, Herbie Hancock, George Benson, Ron Carter, Tony Williams.
Side car I et Side car II proposent la même progression d'accords avec pour seule différence l'ajout de la guitare.
8) Splash. (Miles Davis) 08:30. 
 Version alternative enregistrée le 12 novembre 1968 au Studio B, New-York. À noter le remarquable set de Herbie Hancock au piano.
La version définitive est sur les albums Water Babies et Complete In a Silent Way Sessions 1969.

Musiciens : Miles Davis, Wayne Shorter, Herbie Hancock, Chick Corea, Dave Holland, Tony Williams.
9) Sanctuary. (Wayne Shorter) 08:48. 
 Version alternative enregistrée le 15 février 1968 au Studio B, New-York.
La version définitive est sur l'album Bitches Brew.

Musiciens : Miles Davis, Wayne Shorter, Herbie Hancock, George Benson, Ron Carter, Tony Williams.
10) Guinnevere. (David Crosby), 18:06 
Version alternative enregistrée le 27 janvier 1970 au Studio B, New-York.
La version définitive est sur l'album Complete In a Silent Way Sessions 1969.
Il s'agit d'une relecture jazz fusion de la chanson du premier album du groupe Crosby, Stills & Nash paru en 1969.

Musiciens : Miles Davis, Wayne Shorter, Bennie Maupin, Chick Corea, Joe Zawinul, John McLaughlin, Khalil Balakrishna, Dave Holland, Billy Cobham, Jack DeJohnette, Airto Moreira.